# Oscillatoriales

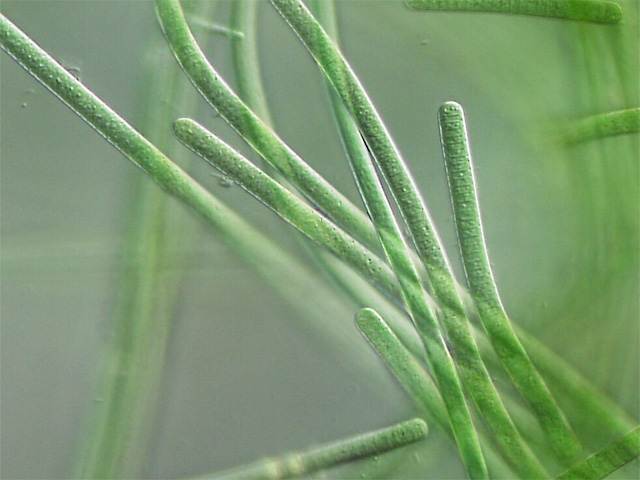
Oscillatoria sp., DIC-Aufnahme

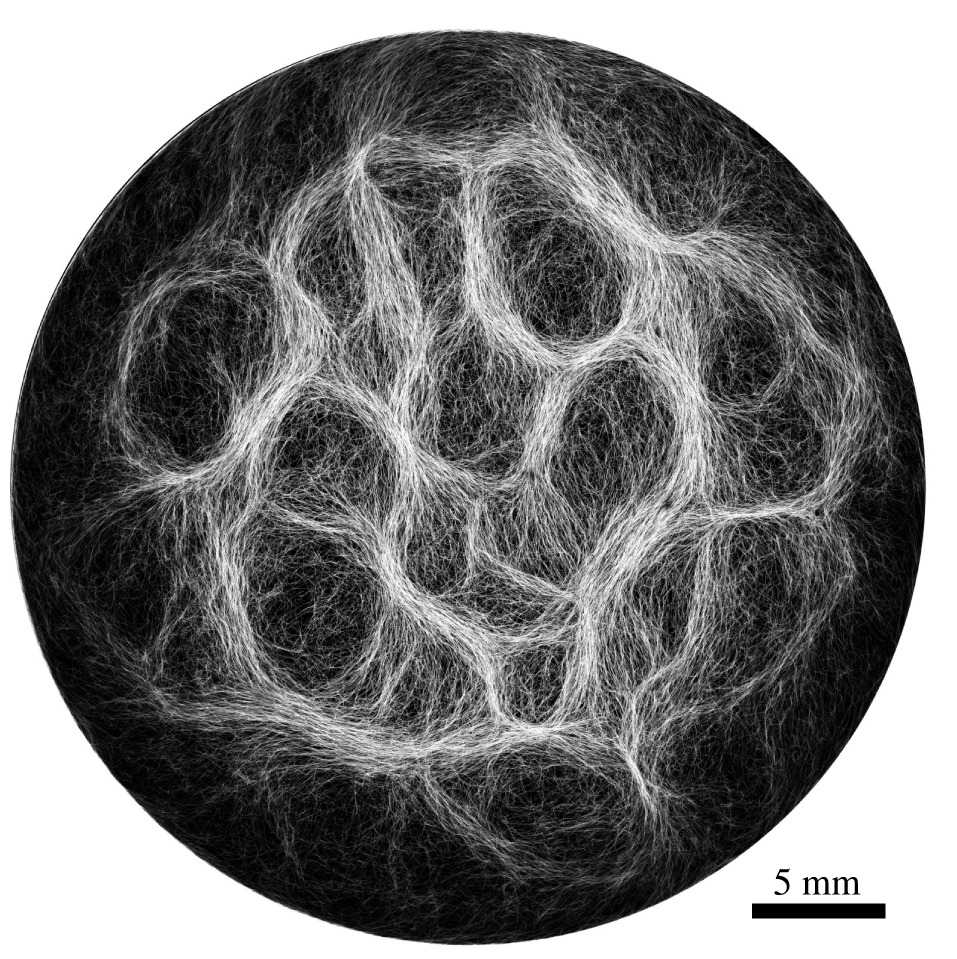
Oscillatoria lutea kann ein netzartiges Muster aus fadenförmigen Strukturen zeigen.

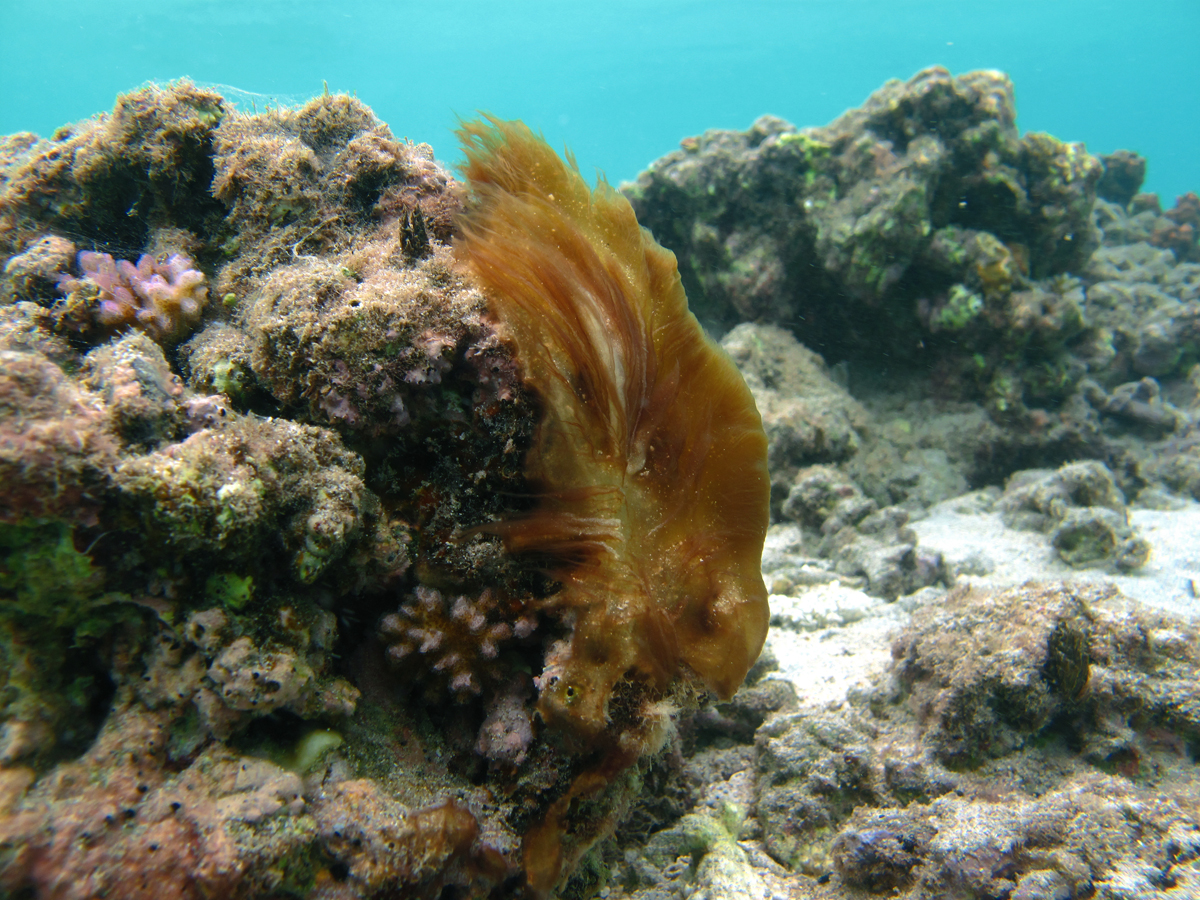
Eine Kolonie von Phormidium cf. laysanense, La Réunion.

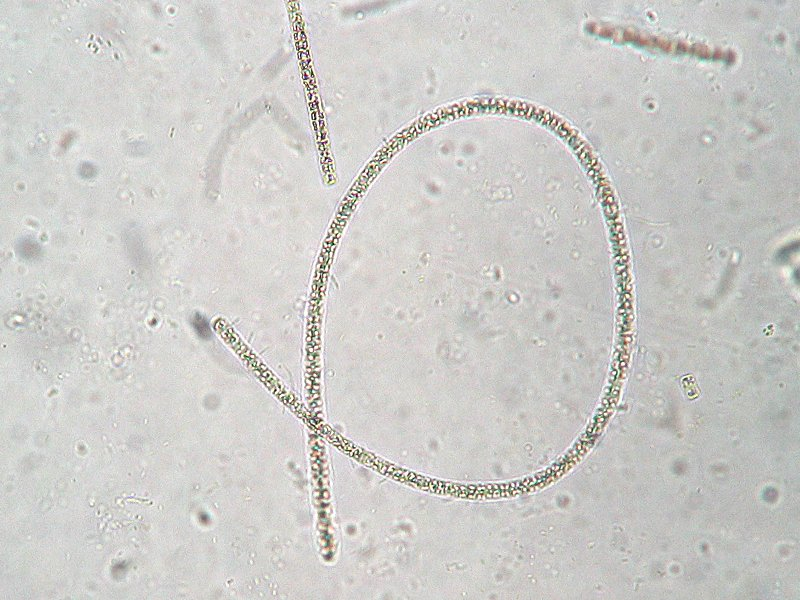
Planktothrix rubescens

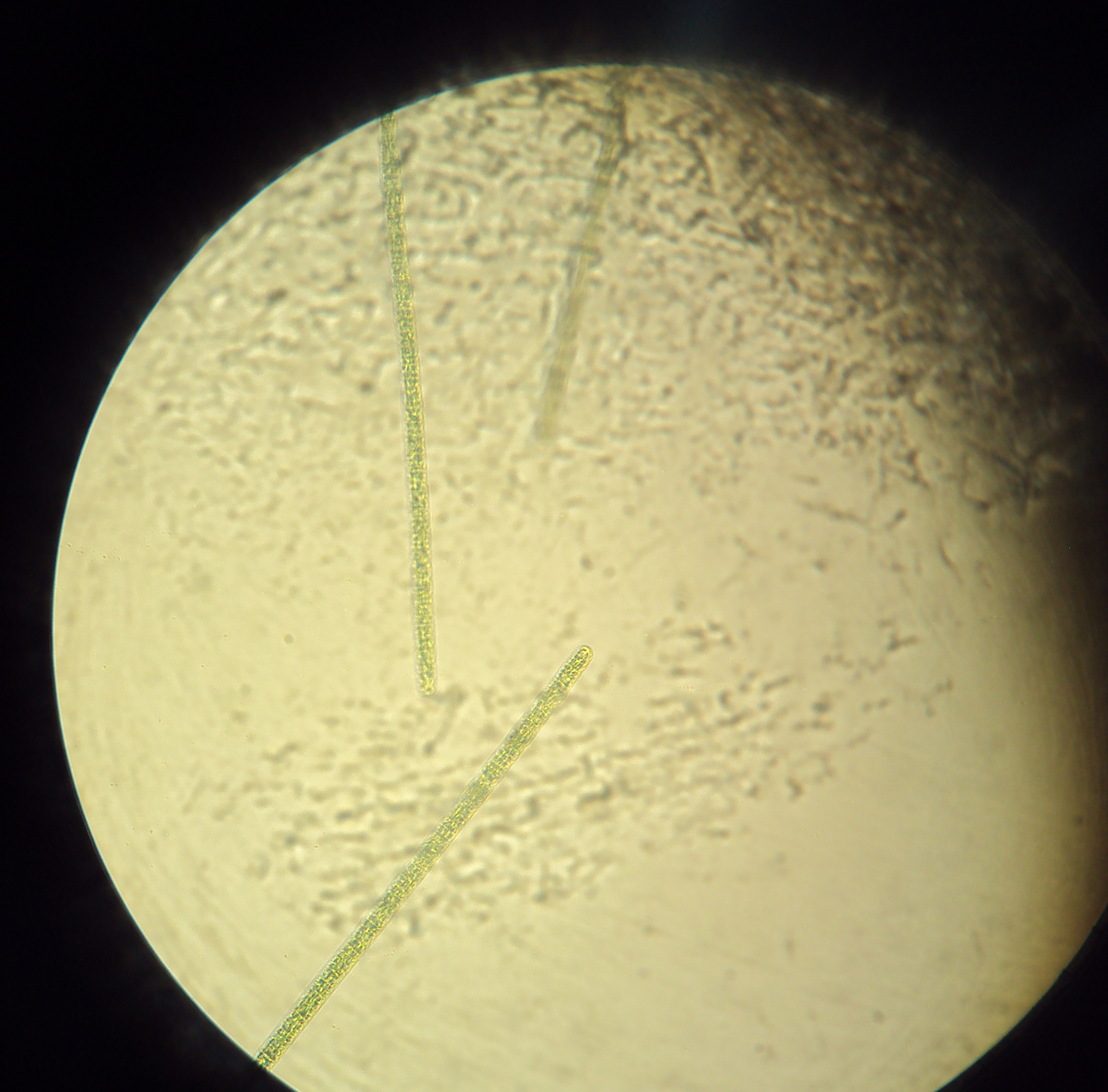
Planktothrix agardhii.

Die Oscillatoriales sind eine Ordnung der Cyanobakterien (Blaugrünbakterien, veraltet auch „Blaualgen“ genannt).
Zu den Oscillatoriales gehören zahlreiche Gattungen, beispielsweise Oscillatoria, Microcoleus,  Lyngbya, Phormidium und Trichodesmium.
Die Typusgattung ist Oscillatoria Vaucher ex Gomont 1892.
Es sind insgesamt ca. 68 Gattungen und zwischen 100 und 1000 Arten (Spezies) dieser Ordnung bekannt, von denen die meisten im Süßwasser leben.

## Beschreibung
Die Oscillatoriales bilden einfache blaugrüne unverzweigte oder schein-verzweigte (pseudoramifizierte) Trichome, d. h. fadenförmige Kolonien mit kurzen, zylindrischen Zellen. Die Trichome können sich (vorübergehend) in Clustern gruppieren. Sie differenzieren sich nicht in Heterozysten und Dauerzellen (sog. Akineten) wie andere Cyanobakterien.
Die Zellen sind in der Regel kürzer als breit, was den Fäden ein geldrollenartiges Aussehen verleiht.
Sie sind manchmal von einer (nicht permanenten) Art Scheide (polnisch pochwą) bedeckt, oft aber unbedeckt.
Die Zellen der Vertreter dieser Ordnung zeigen manchmal eine ruckartig gleitende oder kriechende (tschechisch drkavý či plíživý) Art von Bewegung.
Die Einzelzellen vermehren sich durch Teilung.
Die Fortpflanzung erfolgt durch Zerfall der Fäden in Hormogonien (wenigzellige, zur Kriechbewegung befähigte Fadenfragmente). Am Ende der Fäden, auf der letzten Zelle, befindet sich gewöhnlich eine Art Kappe (tschechisch čepička).

## Habitat
Viele Vertreter der Oscillatoriales leben als „Fadenalgen“  im Plankton und Benthos (in der Bodenzone eines Gewässers oder des Meeres), wo sie oft eine dominante Stellung einnehmen (vor allem die Gattungen Oscillatoria und Lyngbya, ähnlich wie die – vermutlich nicht zugehörige Gattung – Pseudanabaena.).
Sie können zu (cyanobakteriellen) Algenblüten führen; von ihnen gebildeten Cyanobakterientoxine verursachen insbesondere die Hautreizungen.

## Anwendungen
Einige Arten der Oscillatoriales  (z. B. Arthrospira platensis) werden als „Spirulina“ in der Lebensmittel- und Kosmetikindustrie verwendet.

## Systematik
Molekulare Studien zeigten ab 2002, dass sowohl die Oscillatoriales als auch die meisten der damals zu ihnen gehörenden Gattungen keine monophyletischen Taxa waren (eine Ausnahme war die Gattung Trichodesmium, die selbst keine Umstrukturierung zu benötigen schien, im Gegensatz zur Gattung Oscillatoria, deren Vertreter verschiedenen Kladen angehörten).
Systematik nach der List of Prokaryotic names with Standing in Nomenclature (LPSN) – Familien mit einer Auswahl von Gattungen (Stand 17. Oktober 2023):
Ordnung Oscillatoriales Schaffner 1922
Im Zusammenhang mit den Umstrukturierungen wurden mehrere Neudefinitionen der Ordnung versucht:
- Oscillatoriales Elenkin 1934
- Oscillatoriales Cavalier-Smith, 2002

- Familie Borziaceae Borzì 1914
  - Gattung Borzia
- Familie Cyanothecaceae Komárek et al. 2014 mit der Hochmoor-Blaualge
  - Gattung Cyanothece
- Familie [Garwoodiaceae] (provisorischer Eintrag)
  - Gattung Botomaella
  - Gattung Ortonellopsis
- Familie Homoeotrichaceae Elenkin 1949
  - Gattung Homoeothrix
- Familie Laspinemataceae corrig. Zimba et al. 2021 mit Schreibvariante Laspinemaceae Zimba et al. 2021
  - Gattung Laspinema
- Familie Microcoleaceae Komárek et al. 2014
  - Gattung Arthrospira mit Spirulina[A. 2]
  - Gattung Microcoleus
  - Gattung Oxynema mit O. thaianum
  - Gattung Plectonema
  - Gattung Symploca
  - Gattung Trichodesmium
  - Gattung Tychonema
- Familie Oscillatoriaceae Engler 1898
  - Gattung Blennothrix
  - Gattung Lyngbya
  - Gattung „Moorea“
  - Gattung Oscillatoria
- Familie Phormidiaceae Anagnostidis & Komárek 19888
  - Gattung Phormidium
  - Gattung Planktothrix mit der Burgunderblutalge und der Bündel-Schwingalge
- Familie Sirenicapillariaceae Berthold et al. 2022
  - Gattung Sirenicapillaria
- Familie Vermifilaceae Berthold et al. 2020
  - Gattung Vermifilum
- keiner Familie zugeordnete Oscillatoriales
  - Gattung Atractella Printz 1921
  - Gattung „Chthonoblastus“ Kützing 1843
  - Gattung Hillbrichtia Jasser et al. 2022
  - Gattung „Marsacia“ Brown et al. 2010
  - Gattung Olisthonema Panou & Gkelis 2022
  - Gattung „Pseudoscillatoria“ Rasoulouniriana et al. 2009

Verschiebungen nach der LPSN:
- Coleofasciculaceae → Coleofasciculales Strunecký & Mareš 2023
- Gomontiellaceae → Gomontiellales Strunecký & Mareš 2023
- Leptolyngbyaceae → Leptolyngbyales Strunecký & Mareš 2023
- Pseudanabaenaceae → „Synechococcales“ Hoffmann et al. 2005
- Schizotrichaceae → „Synechococcales“ Hoffmann et al. 2005
- Spirulinaceae → Spirulinales Komárek et al. 2014

Abweichende Taxonomie nach der Genome Taxonomy Database (GTDB):
Die GTDB bündelt die Familien verschiedener LPSN-Ordnungen (darunter die Oscillatoriales, die Coleofasciculales, die Spirulinales, die Nostocales und die Chroococcales) in einer gemeinsamen Familie Cyanobacterialaes (LPSN: syn. Chroococcales). Diese umfasst u. a. folgende Familien:
- Chamaesiphonaceae
- Coleofasciculaceae
- Cyanobactericeae
- Desertifilaceae
- Geitlerinemaceae
- Gloeocapsaceae
- Gomphosphaeriaceae
- Microcoleaceae
- Microcystaceae
- Nostocaceae
- Oscillatoriaceae
- Phormidiaceae_A
- Rubidibacteraceae
- Spirulinaceae
- Xenococcaceae

## Bildergalerie

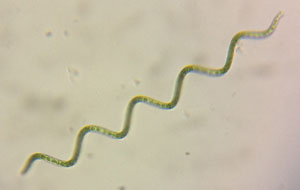
Arthrospira platensis
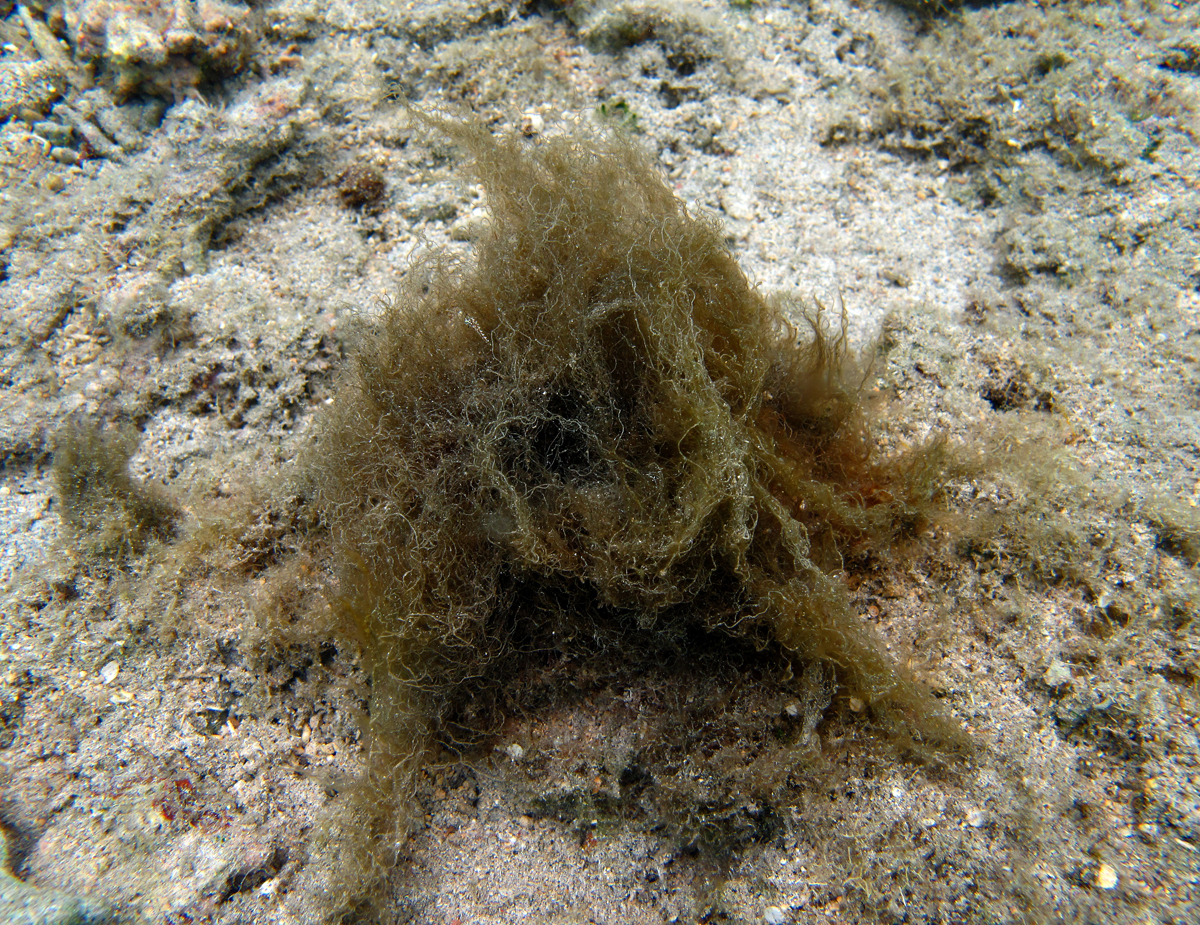
Kolonie von Lyngbya majuscula
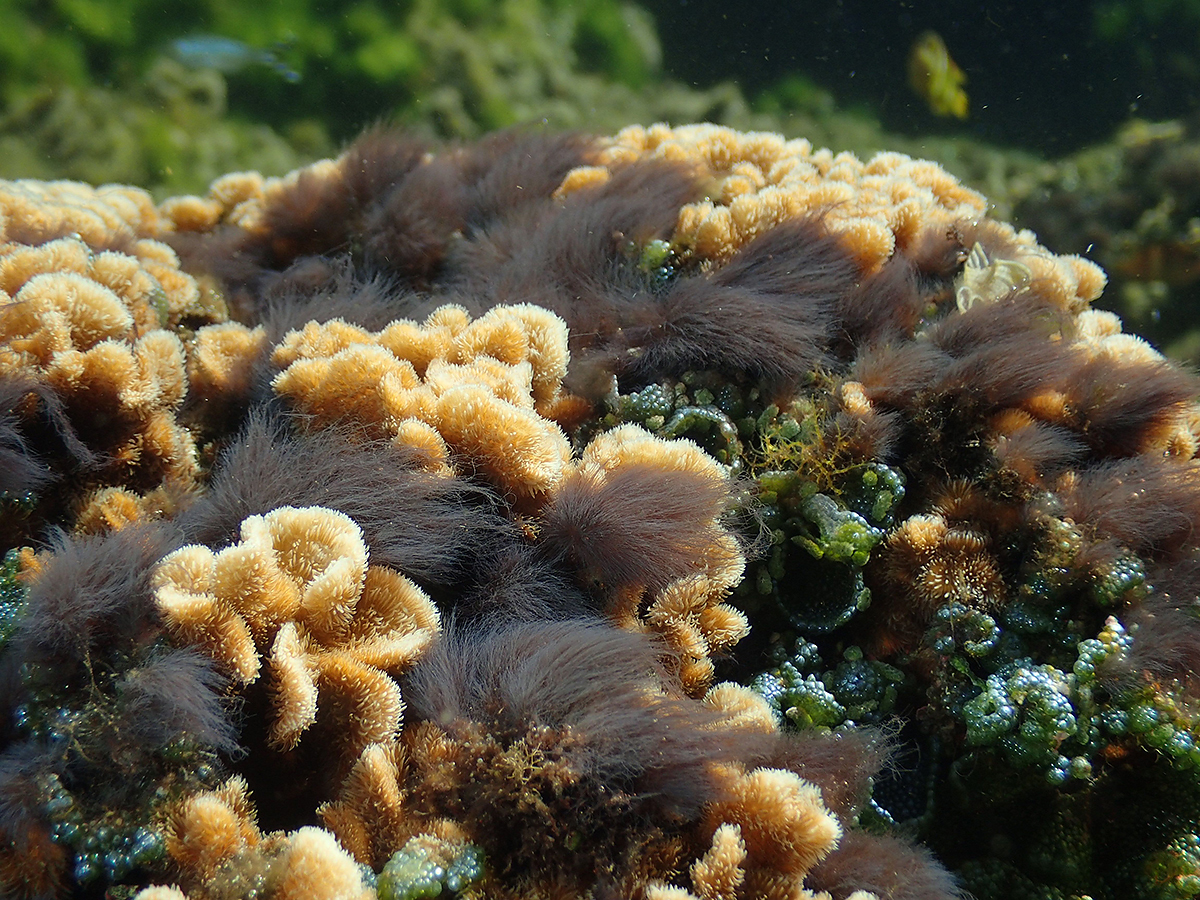
Kolonie von Blennothrix majus
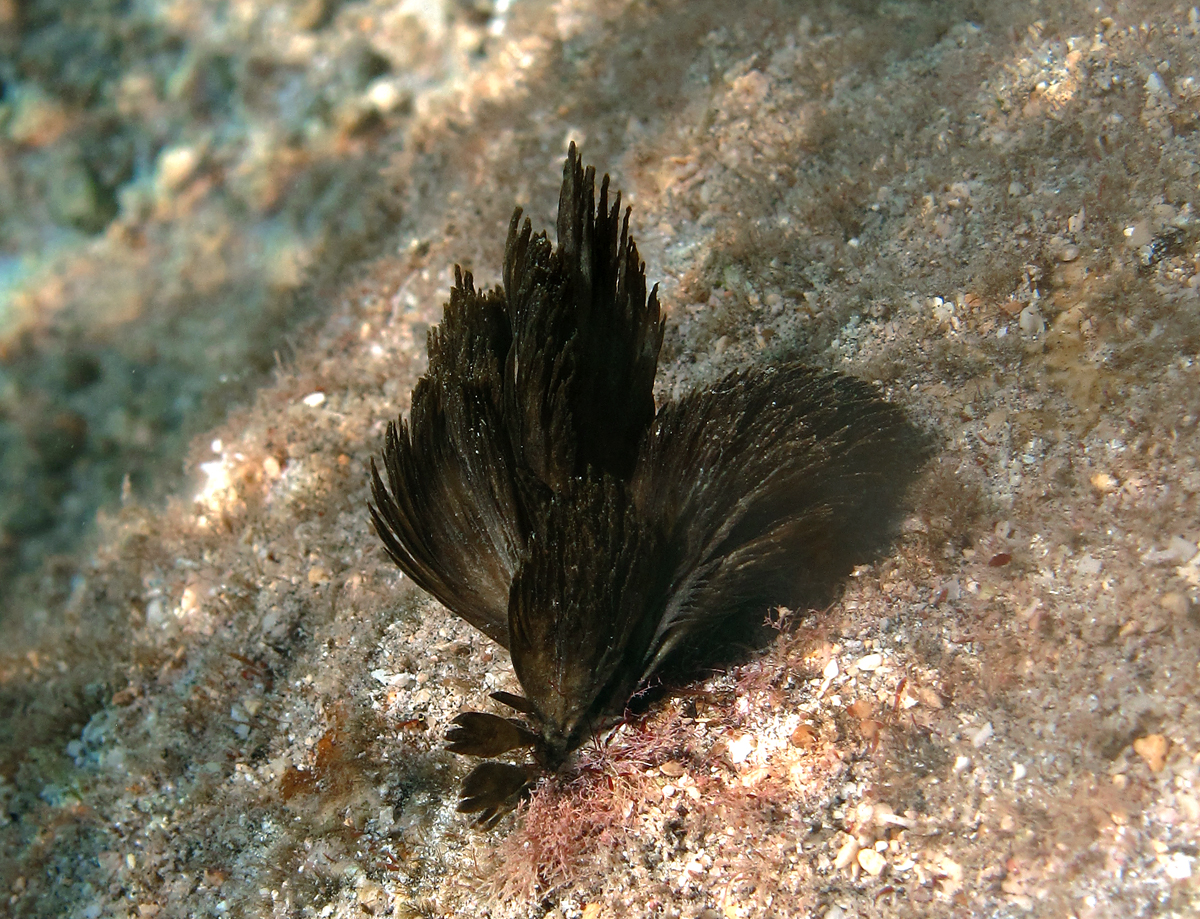
Kolonie von  Symploca cf. hydnoides